# شهرستان مونیتو
شهرستان مونیتو (به انگلیسی: Moniteau County) یک منطقهٔ مسکونی در ایالات متحده آمریکا است که در میزوری واقع شده‌است. شهرستان مونیتو ۱٬۰۸۵٫۲۱ کیلومتر مربع مساحت و ۱۵٬۶۰۷ نفر جمعیت دارد.